# کاترینا لینزبرگر
کاترینا لینزبرگر (انگلیسی: Katharina Liensberger؛ زادهٔ ۱ آوریل ۱۹۹۷) اسکی‌باز آلپاین اهل اتریش است.